# ريمي أودين
ريمي أودين (بالفرنسية: Rémi Oudin)‏ هو لاعب كرة قدم فرنسي في مركز الهجوم، ولد في 18 نوفمبر 1996 في شالون أن شمباني في فرنسا. لعب مع نادي ميتز.

## وصلات خارجية
- ريمي أودين على موقع رابطة كرة القدم الفرنسية للمحترفين (الإنجليزية)
- ريمي أودين على موقع إي إس بي إن إف سي (الإنجليزية)
- ريمي أودين على موقع قاعدة بيانات كرة القدم.إي يو (الإنجليزية)
- ريمي أودين على موقع ليكيب (الفرنسية)
- ريمي أودين على موقع Soccerbase.com (لاعب) (الإنجليزية)
- ريمي أودين على موقع Soccerway.com (الإنجليزية)
- ريمي أودين على موقع عالم كرة القدم.نت (الإنجليزية)
- ريمي أودين على موقع كووورة
- ريمي أودين على موقع AS.com (الإسبانية)